# Rue Grande-Tour
La rue Grande-Tour est une ancienne rue de commerce du centre historique de Liège (Belgique) située entre la rue de la Violette et la rue Léopold.

## Toponymie
La Grande Tour était celle de l'ancienne cathédrale Notre-Dame-et-Saint-Lambert de Liège qui se dressait à proximité de la rue. Cette tour et sa flèche de 135 m ainsi que le reste de la cathédrale furent détruites lors de la révolution liégeoise à partir de 1794.

## Situation et description
Cette rue commerçante plate et pavée se situant à l'arrière de l'hôtel de ville constitue une des quatre voiries bordant la place du Commissaire Maigret où se situe la gare Léopold, une gare de bus du TEC. La rue mesure environ 60 m et ne compte que six immeubles aménagés pour la plupart en commerces du secteur Horeca (terrasses). Un pavage bicolore dessine au sol des figures géométriques (demi-cercles). Les constructions du côté impair ont été démolies au début des années 1980 pour permettre in fine l'aménagement de la place du Commissaire Maigret au début du XXIe siècle. Avant le percement de la rue Léopold en 1876, la rue se prolongeait jusqu'à la rue Souverain-Pont.

## Architecture
Cette ancienne rue possède un ensemble relativement homogène de quatre immeubles de commerce érigés lors de la première moitié du XVIIIe siècle. Ces quatre immeubles sont repris à l'inventaire du patrimoine culturel immobilier de la Wallonie.
Parmi ceux-ci, l'imposant immeuble situé aux nos 4-6 datant du début du XVIIIe siècle possède quatre niveaux (trois étages) de sept travées construits en brique et pierre de taille.

## Voiries adjacentes
- Rue de la Violette
- rue de l'Épée
- Place du Commissaire Maigret
- Rue Léopold

### Source et lien externe
- Claude Warzée, « La rue Léopold (quartier de la Madeleine) », sur Histoires de Liège, 17 juillet 2014 (consulté le 7 août 2023)